# Löschgruppenfahrzeug

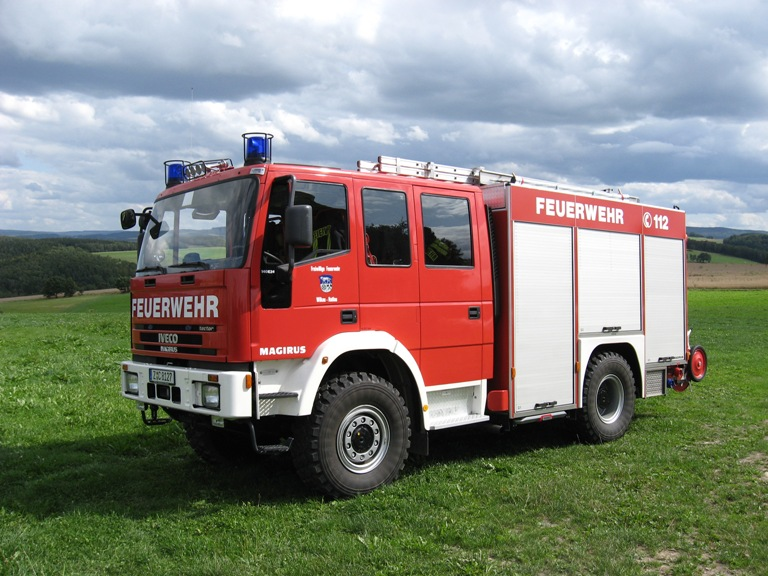
Löschgruppenfahrzeug

Löschgruppenfahrzeug (kurz: LF) ist die Bezeichnung für einen Typ von deutschen Feuerwehrfahrzeugen unterschiedlicher Größenordnung. Namensgebendes Merkmal dieser Fahrzeuge ist eine Besatzung von neun Personen (ein Gruppenführer, acht Mannschaftsmitglieder = Gruppe), womit diese Fahrzeuge auch zur Stütze jeglicher Einsatztätigkeit der Feuerwehr werden. Die Beladung dieser Löschfahrzeuge ist schwerpunktmäßig auf Brandbekämpfung und Technische Hilfeleistung einfachen Umfangs ausgelegt und umfasst eine im Fahrzeug fest eingebaute Feuerlöschkreiselpumpe, die vom Fahrzeugmotor angetrieben wird. Bei Einsätzen, die kompliziertere Technik erfordern, wird diese mittels Spezialfahrzeugen zur Einsatzstelle gebracht. Die feuerwehrtechnische Beladung ist für die taktische Feuerwehrgrundeinheit einer Gruppe ausgelegt.

## Aufgabenbereiche
Löschgruppenfahrzeuge gehören zu den vielfältigsten Fahrzeugen des deutschen Feuerwehrwesens. Ursprünglich wurden sie allein zur Brandbekämpfung konstruiert, moderne Varianten können jedoch nahezu das gesamte Spektrum anfallender Arbeiten abdecken.
Neben den Gerätschaften zur Bewältigung der Aufgaben an der Einsatzstelle transportiert das Löschgruppenfahrzeug auch das dafür notwendige Personal dorthin, welches typischerweise aus einer Gruppe (d. h. 9 Personen: Maschinist, Melder und Gruppenführer sowie drei Trupps mit je Truppführer und Truppmann) besteht.

## Typen

### Typbezeichnungsschema
Bei der Typbezeichnung Löschgruppenfahrzeug XX/YY (kurz: LF XX/YY) gibt die erste Zahl XX die Leistung der Feuerlöschkreiselpumpe in 100 Litern Wasser pro Minute bei 10 bar an (8 bar bei älteren Fahrzeugen). Ein Löschgruppenfahrzeug 20/YY kann also mindestens 2000 Liter Wasser pro Minute bei 10 bar fördern. Die zweite Zahl YY gibt den nutzbaren Inhalt des Löschwasserbehälters in Hektolitern (100 Liter) an. Ein Löschgruppenfahrzeug XX/6 besitzt einen Löschwassertank von mindestens 600 Litern.
Dieser Norm-Standard wurde mittlerweile überarbeitet. Die Kennzahl für den Tankinhalt entfällt bei den neuen Modellen, da sie bei vielen Feuerwehrfahrzeugen nicht dem tatsächlichen Tankinhalt entspricht (so gibt es zum Beispiel viele LF 20/16 mit einem 2000-Liter-Wassertank) und die bundesweite Einführung des digitalen BOS-Funks eine einheitliche, verbindliche sowie vergleichbare Bezeichnung von Fahrzeugen der Feuerwehren und des Katastrophenschutzes verlangt. Das LF 20/16 wird deshalb zum LF 20, das LF 10/6 zum LF 10. Bei einigen Normrevisionen wurden unter anderem auch die vorgeschriebene Mindestbeladung und das Wassertankvolumen geändert. Die nachfolgenden Informationen beziehen sich – soweit nicht abweichend angegeben – auf den jeweils neuesten Stand der Normen.

### Derzeit genormte Löschgruppenfahrzeuge
Zurzeit werden drei genormte Typen von Löschgruppenfahrzeugen serienmäßig hergestellt:

#### Löschgruppenfahrzeug 10
Das Löschgruppenfahrzeug 10 (kurz: LF 10) ist das kleinste zurzeit genormte Löschgruppenfahrzeug im deutschen Feuerwehrwesen – DIN 14530 Teil 5.
Das Fahrzeug ist gemäß aktueller Norm mit der üblichen Beladung zur Brandbekämpfung und Menschenrettung einschließlich einer vierteiligen Steckleiter (oder alternativ zwei Multifunktionsleitern), vier Pressluftatmer, eines Atemschutzüberwachungssystems sowie zweier Fluchthauben versehen. Darüber hinaus gehört auch eine Beladung zur Stromversorgung und zum Ausleuchtung der Einsatzstelle, ein Verkehrsunfallkasten, Schornstein-Werkzeugkasten, Druckbelüfter, Grobreinigungsmodul, eine Tauchpumpe TP 4/1, Säbelsäge sowie eine Motorsäge zur Pflichtausrüstung.
Das LF 10 wird von einigen Freiwilligen Feuerwehren vorgehalten, um es insbesondere für einen Erstangriff zu nutzen, bis weitere Feuerwehreinheiten größere Einsatzfahrzeuge heranführen. Dieser Fahrzeugtyp hieß früher LF 10/6 und besaß im Gegensatz zum aktuellen LF 10 ein Mindesttankvolumen von lediglich 600 l sowie eine geringfügig abweichende Standardbeladung. In Rheinland-Pfalz beträgt das Mindesttankvolumen für den Innenangriff allerdings 1.000 Liter. Mit der neuen Norm für ein LF 10 erübrigen sich diese Problemlagen.
Mit dem LF 10 ist das Hilfeleistungslöschgruppenfahrzeug 10 (kurz: HLF 10), das zusätzlich über eine Ausrüstung zur Technischen Hilfeleistung verfügt, eng verwandt. Ein Fahrzeug mit Staffelbesatzung und geringerer Beladung ist als Mittleres Löschfahrzeug genormt.

#### Löschgruppenfahrzeug 20
Das Löschgruppenfahrzeug 20 (kurz: LF 20) ist in der DIN 14530 Teil 11 genormt. Es wird vor allem von mittleren und größeren Feuerwehren eingesetzt und dient hier sowohl als selbstständige Einheit der Bewältigung kleinerer Aufgaben oder als taktische Stütze eines Zugs bei größeren Einsätzen.
Es verfügt über eine feuerwehrtechnische Beladung, die über die obige Ausstattung für ein LF 10 hinausgeht. Dazu gehören nach jüngster Normausgabe auch eine dreiteilige Schiebleiter, ein Sprungrettungsgerät, vier leichte Chemikalienschutzanzüge sowie zwei Schachtabdeckungen. Optional können beispielsweise eine Tragkraftspritze, ein Schaum-/Wasser-Werfer oder eine erweiterte Ausrüstung für Wasserschadenslagen auf diesem Fahrzeug verlastet sein. Das Fahrzeug verfügt über einen Allradantrieb sowie einen festverbauten Wassertank von 2.000 Liter Nennvolumen und darf nach aktueller Norm eine zulässige Gesamtmasse von bis zu 16 Tonnen besitzen. Das LF 20 hieß früher LF 20/16 und besaß damals einen Wassertank mit mindestens 1.600 l Volumen und eine zulässige Gesamtmasse von 14,5 t; ansonsten sind beide Fahrzeuge aber nahezu identisch. Eng verwandt mit dem LF 20 ist das Hilfeleistungslöschgruppenfahrzeug 20 (kurz: HLF 20), das über eine weitergehende Ausrüstung zur Technischen Hilfeleistung verfügt.

#### Löschgruppenfahrzeug 20 für den Katastrophenschutz
Das Fahrzeug ist gemäß DIN 14530-8 genormt und wird als LF 20 KatS abgekürzt. Wie auch der Vorgängertyp LF 16-TS wird es sowohl durch den Bund entsprechend dessen Typenblatts (das leicht von der DIN-Norm abweicht) als auch kommunal beschafft.
Seine Beladung orientiert sich im Wesentlichen an der des Löschgruppenfahrzeugs 10 und umfasst mithin vier Pressluftatmer, ein Atemschutzüberwachungssystem, zwei Fluchthauben, einen 5 kVA-Stromerzeuger, eine umfangreiche Beleuchtungsausstattung, eine Tauchpumpe TP 4/1 sowie eine Motorsäge. Laut Pflichtenheft des BBK, muss eine vom Fahrzeugmotor angetriebene Feuerlöschkreiselpumpe EN 1028-1-FPN 10-2000 nach DIN 14420 eingebaut sein und einen A-Sauganschluss sowie vier absperrbare B-Druckabgänge haben. Es muss ein Löschwasserbehälter mit einer nutzbaren Wassermenge von mindestens 1000 l eingebaut sein. Abweichend sind aber weder Schornstein-Werkzeugkasten, Drucklüfter noch Säbelsäge verpflichtend. Eine vierteilige Steckleiter ist ohne Alternativmöglichkeit Pflicht. Ebenfalls sind im Unterschied zum LF 10 insgesamt 30 B-Schläuche à 20 Meter, eine Tragkraftspritze PFPN 10-1500 oder PFPN 10-2000, ein 5.000 Liter fassender Faltbehälter für Löschwasser, zwei Feuerpatschen, vier mineralölbeständige Wathosen, 9 Atemschutz-Kombinationsfilter sowie eine weitere speziell auf den Katastrophenschutz ausgerichtete Zusatzbeladung verlastet. Nach DIN-Norm verfügt das LF 20 KatS über einen Allradantrieb und darf maximal 16 Tonnen wiegen. Es kann speziell bei Großschadenslagen und zur Löschwasserförderung über lange Wegstrecken eingesetzt werden. Auf eine für Feuerwehrfahrzeuge übliche Benennung als LF 20/10-TS wurde verzichtet, um zu den bestehenden Normen keinen Zwischenschritt hinzufügen zu müssen. Früher wurde das Fahrzeug auch unter dem Namen Löschgruppenfahrzeug LF-KatS für den Katastrophenschutz geführt.
Der Bund hat diese Bezeichnung für seine Fahrzeuge beibehalten; die Beladung unterscheidet sich leicht von der oben beschrieben: So ist beispielsweise eine Tragkraftspritze PFPN 10-1500 Pflicht und die Zahl der Wathosen auf drei reduziert. Fahrzeuge dieses Typs haben in der Bundesausführung obligatorisch Einzelbereifung, Allradantrieb und eine zulässige Gesamtmasse von 14 Tonnen. Besonders geeignet ist das LF 20 KatS für Waldbrand- und Unwettereinsätze, die immer häufiger auftreten.

### Nicht genormte Löschgruppenfahrzeuge

#### Löschgruppenfahrzeug Logistik
Das LF-L steht für Löschgruppenfahrzeug Logistik und zeichnet sich durch eine Ladebordwand zur Mitführung von feuerwehrtechnischen Einsatzmitteln auf Rollcontainern aus.
Das LF-L verfügen über eine Gruppenkabine mit zwei Atemschutzgeräten, die vom Angriffstrupp während der Fahrt angelegt werden können, dazu kommen zwei weitere Atemschutzgeräte und insgesamt acht Atemschutzmasken und Filter. Des Weiteren verfügt das Fahrzeug über eine FPN 10-2000 als Mittelpumpe mit Bedienstand im rechten Geräteraum, einen 750 Liter fassenden Löschwassertank und über eine LF-Ausstattung (Ausstattung mit Armaturen und Schläuchen ähnlich wie bei einem TSF-W). Zusatzbeladung ist ein Stromerzeuger, Beleuchtungsgerät, eine Tauchpumpe und eine Motorkettensäge. Diese Ausstattung ist in zwei Geräteräumen und der Gruppenkabine untergebracht, dazu kommt noch eine Ladefläche, die mit einer Ladebordwand versehen ist, standardmäßig sollen dazu zwei Rollcontainer Unwetter gehören. Die weitere Sonderbeladung ergibt sich aus der Sonderaufgabe der Einheit, so dass es Dekon-Personen, Dekon-Verletzte und Dekon-Gerät oder Tragkraftspritze und Schlauchmaterial sein können. Es ist nicht vorgesehen, ein LF-L für mehrere Beladungszwecke zu verwenden.

### Nicht mehr genormte Varianten
Da die Normen für Löschgruppenfahrzeuge teils erst vor wenigen Jahren grundlegend überarbeitet wurden, sind Fahrzeuge nach alter Norm noch verbreitet. Dies betrifft im Wesentlichen die folgenden sechs Typen:

#### Löschgruppenfahrzeug 8

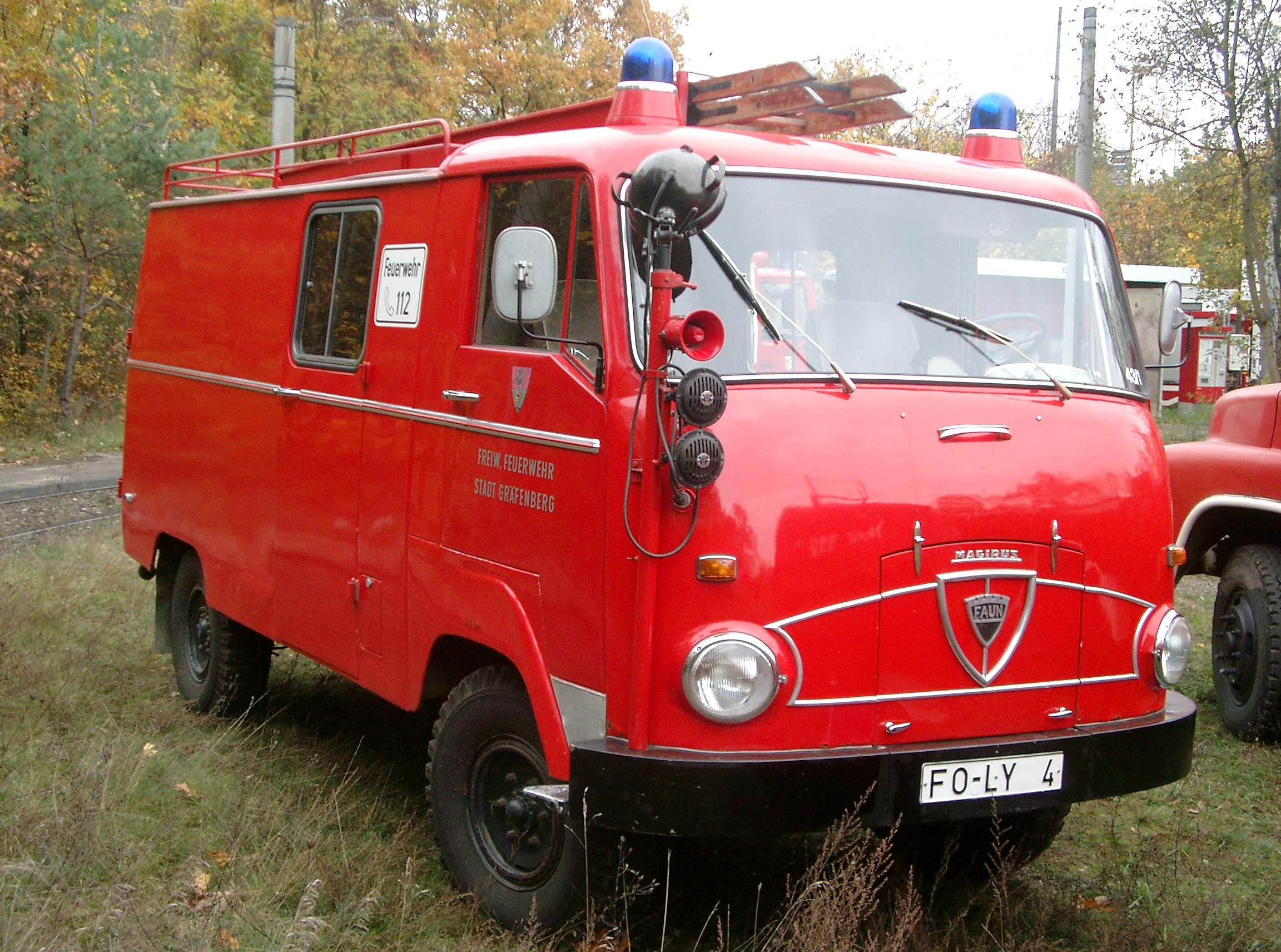
LF 8 leicht

Das Löschgruppenfahrzeug 8 (kurz: LF 8) ist das kleinste jemals genormte Löschgruppenfahrzeug der deutschen Feuerwehren. Es war nach DIN 14530 Teil 7 (zuvor nach DIN 14530 Blatt 6 und Blatt 7) genormt, welche 1991 außer Kraft trat. Seine Standardbeladung war primär auf die Brandbekämpfung ausgerichtet und umfasste auch eine vierteilige Steckleiter.
Man unterschied nach der letzten Norm von 1986 das LF 8 leicht (mit einem zulässigen Gesamtgewicht von 6 Tonnen), das LF 8 mittel (mit einem zulässigen Gesamtgewicht von 7,5 Tonnen) und das LF 8 schwer (mit einem zulässigen Gesamtgewicht von 9 Tonnen). Das LF 8 leicht besaß eine Heckbeladung oder pro Seite nur einen Geräteraum. Auf ihm war regelmäßig nur die verpflichtende Standardbeladung verlastet. Das LF 8 mittel besaß Straßenantrieb und führte die nunmehr genormte Zusatzbeladung zur Technischen Hilfeleistung mit. Es verfügte über zwei Geräteräume pro Seite. Das LF 8 schwer besaß überdies in der Regel einen Allradantrieb. Mit einer zulässigen Gesamtmasse von unter 7,5 Tonnen konnten und können einige Varianten des LF 8 mit einem Führerschein der Klasse 3 (beziehungsweise heute auch mit der Klasse C1 oder dem großen Feuerwehrführerschein) gefahren werden.

#### Löschgruppenfahrzeug 8/6
Das Löschgruppenfahrzeug 8/6 (kurz: LF 8/6) ist ein bei kleinen Feuerwehren (immer noch) verbreitetes Einsatzfahrzeug, war nach DIN 14530 Teil 5 genormt, fungierte als wasserführender Nachfolger des LF 8 und wird in der aktuell gültigen Norm durch das LF 10 ersetzt. Es verfügt über eine Schnellangriffseinrichtung. Das Fahrzeug wurde sowohl mit Straßenantrieb (mit einer zulässigen Gesamtmasse von 7,5 Tonnen) als auch mit Allradantrieb (mit einer zulässigen Gesamtmasse von 9,5 Tonnen) ausgeliefert.
Seine Ausrüstung ist auf die Bekämpfung von Bränden ausgelegt und umfasst eine vierteilige Steckleiter. Das Fahrzeug kann jedoch wahlweise mit einer erweiterten Beladung zur Brandbekämpfung, die dann auch eine Tragkraftspritze und eine dreiteilige Schiebleiter umfasst, oder mit einer Zusatzbeladung zur technischen Unfallhilfe bestückt werden.

#### Löschgruppenfahrzeug 16
Das Löschgruppenfahrzeug 16 (kurz: LF 16) war ein weit verbreitetes Standard-Löschfahrzeug der deutschen Feuerwehren und wurde durch das LF 16/12 beerbt. Bis 1991 war es in der DIN 14530 Teil 9 genormt. Das Fahrzeug konnte mit Straßen- oder Allradantrieb ausgeführt werden und hatte jeweils eine zulässige Gesamtmasse von zuletzt 12 Tonnen.
Seine Beladung war primär auf Brandbekämpfung ausgerichtet und umfasste unter anderem eine vierteilige Steckleiter, eine dreiteilige Schiebleiter und eine Klappleiter. Hinzu kam eine Zusatzbeladung für technische Hilfeleistung kleineren Umfangs, zu der unter anderem zwei Büffelwinden gehörten. Darüber hinaus war eine umfangreiche Zusatzbeladung für dieses Fahrzeug möglich, die von Motorsäge und Trennschleifer über Beleuchtungsgerät und Tauchpumpe bis hin zu einer Beladung für technische Unfallhilfe reichte. Auch eine Seilwinde mit einer Zugkraft von bis zu 50 kN konnte geliefert werden.

#### Löschgruppenfahrzeug 16/12
Das Löschgruppenfahrzeug 16/12 war ein insbesondere bei Berufs- und größeren Freiwilligen Feuerwehren weit verbreitetes Löschgruppenfahrzeug, das bis 2005 in der DIN 14530 Teil 11 genormt war. Sein Nachfolgermodell ist das LF 20 (bzw. frühere LF 20/16) und das HLF 20 (bzw. frühere HLF 20/16). Das LF 16/12 konnte anfänglich mit Straßen- oder Allradantrieb, nach einer späteren Normfassung nur noch mit Allradantrieb beschafft werden. Es hatte, abhängig vom Fassungsvermögen seines Löschwassertanks (zwischen 1200 und 1600 Liter), eine zulässige Gesamtmasse von maximal 13,5 Tonnen (im Falle aufgelasteter 12-Tonnen-Fahrgestelle).
Seine Beladung war auch für die überörtliche Unterstützung kleinerer Feuerwehren bei der Brandbekämpfung ausgelegt. Vielerorts, insbesondere bei den Berufsfeuerwehren, wurden für dieses Fahrzeug jedoch eigene Beladungskonzepte entwickelt, die es teilweise zu einem multifunktionalen Allroundgerät machten (u. a. Wasserwerfer, Seilwinde, Gefahrgutausrüstung, Druckzumischanlage oder auch Hochdruckpumpe), das jedes andere Feuerwehrfahrzeug ersetzen kann. Anders als sein Vorgängermodell verfügt das LF 16/12 standardmäßig auch über eine umfangreiche Ausrüstung zur Technischen Hilfeleistung — auch bei Verkehrsunfällen. Dazu zählten neben Trennschleifer, Motorsäge und Tauchpumpe auch ein hydraulischer Rettungssatz mit Spreizer SP 30-E oder SP 45-E, Schere S 90-E, Rettungszylinder sowie Zubehör.

#### Löschgruppenfahrzeug 24
Das Löschgruppenfahrzeug 24 (kurz: LF 24) war das schwerste bis dato genormte (nur Vornorm DIN 14530-10) Löschgruppenfahrzeug und speziell auf die Bedürfnisse von Berufsfeuerwehren ausgerichtet. In Nordrhein-Westfalen werden Neubeschaffungen dieses Fahrzeugtyps nach wie vor bezuschusst. Das Fahrzeug darf mit Straßen- oder Allradantrieb versehen sein und hat nach den landesrechtlichen Vorgaben eine zulässige Gesamtmasse von 18 Tonnen. Laut DIN-Vornorm lag das zulässige Gesamtgewicht bei 16 Tonnen; Straßenantrieb war obligatorisch.
Es verfügt über einen festeingebauten Schaummitteltank mit 200 Litern Inhalt und eine Schnellangriffsvorrichtung. Seine Beladung ist für Brandbekämpfungs- und technische Hilfeleistungseinsätze bis zu mittlerem Umfang ausgelegt und umfasst unter anderem einen fest eingebauten Stromerzeuger und einen hydraulischen Rettungssatz. Am Heck des Fahrzeugs sind ein oder zwei fahrbare Schlauchhaspeln aufgeprotzt.

#### Löschgruppenfahrzeug 16 mit Tragkraftspritze
Das Löschgruppenfahrzeug 16 mit Tragkraftspritze (kurz: LF 16-TS) war vor allem in den 1970er Jahren ein weit verbreitetes Löschfahrzeug auf Basis des Iveco-Magirus 90-16 AW Turbo. Es verfügte über einen Allradantrieb und hatte zuletzt eine zulässige Gesamtmasse von 9,5 Tonnen für die Katastrophenschutzversion. Nahezu alle dieser Fahrzeuge wurden vom Bund für den erweiterten Katastrophenschutz beschafft. Ende der 1990er Jahre wurde erwogen, die Norm im Rahmen der Typenreduzierung zurückzuziehen. Man entschloss sich aber, das Fahrzeug als Löschgruppenfahrzeug für den Katastrophenschutz aufrechtzuerhalten. Der Typ ist mittlerweile durch das wasserführende LF 20 KatS ersetzt worden.
Das LF 16-TS verfügt nicht über einen eigenen Löschwasservorrat. Vielerorts wurde das Fahrzeug jedoch mit einer leistungsstärkeren Feuerlöschkreiselpumpe, die 2.400 l/min bei 8 bar und 3 Meter geodätischer Saughöhe fördert, und einer Tragkraftspritze, die 1.600 l/min bei 8 bar und 3 Meter geodätischer Saughöhe fördert, ausgerüstet. Ferner verfügt es über 600 m B-Schlauch und über 240 m C-Schlauch. Außerdem verfügt es über 120 l Schaummittel. Seine Ausrüstung war primär für die Brandbekämpfung und Löschwasserförderung ausgelegt.
Zwischen 1981 und 1992 konnte Ausrüstung nach dem Beladeplan 2 mit zusätzlichen Materialien zur Technischen Hilfeleistung wie Strom- und Beleuchtungsgerät, Tauchpumpe, Trennschleifer sowie hydraulisches Schneidgerät verladen werden. Die zulässige Gesamtmasse war dann nicht mehr auf 9 Tonnen, sondern auf 12 Tonnen oberbegrenzt. Auch in Hamburg wurden die LF 16-TS zusätzliche für technische Unfallhilfe ausgerüstet und trugen dort die Bezeichnung LF 16-TH. Die Berliner Feuerwehr verfolgte ein ähnliches Konzept. Die dortigen LF 16-TS mit entsprechender Zusatzbeladung wurden als LF 16-Z bezeichnet. Sowohl die Zusatzbeladung als auch die Tragkraftspritze wurden in Berlin auf einem austauschbaren Trägermodul vorgehalten, sodass das Fahrzeug je nach Einsatzlage wahlweise mit Tragkraftspritze oder Ausrüstung zur Technischen Hilfeleistung beladen werden konnten.

## Geschichte

### Löschgruppenfahrzeuge im Deutschen Reich

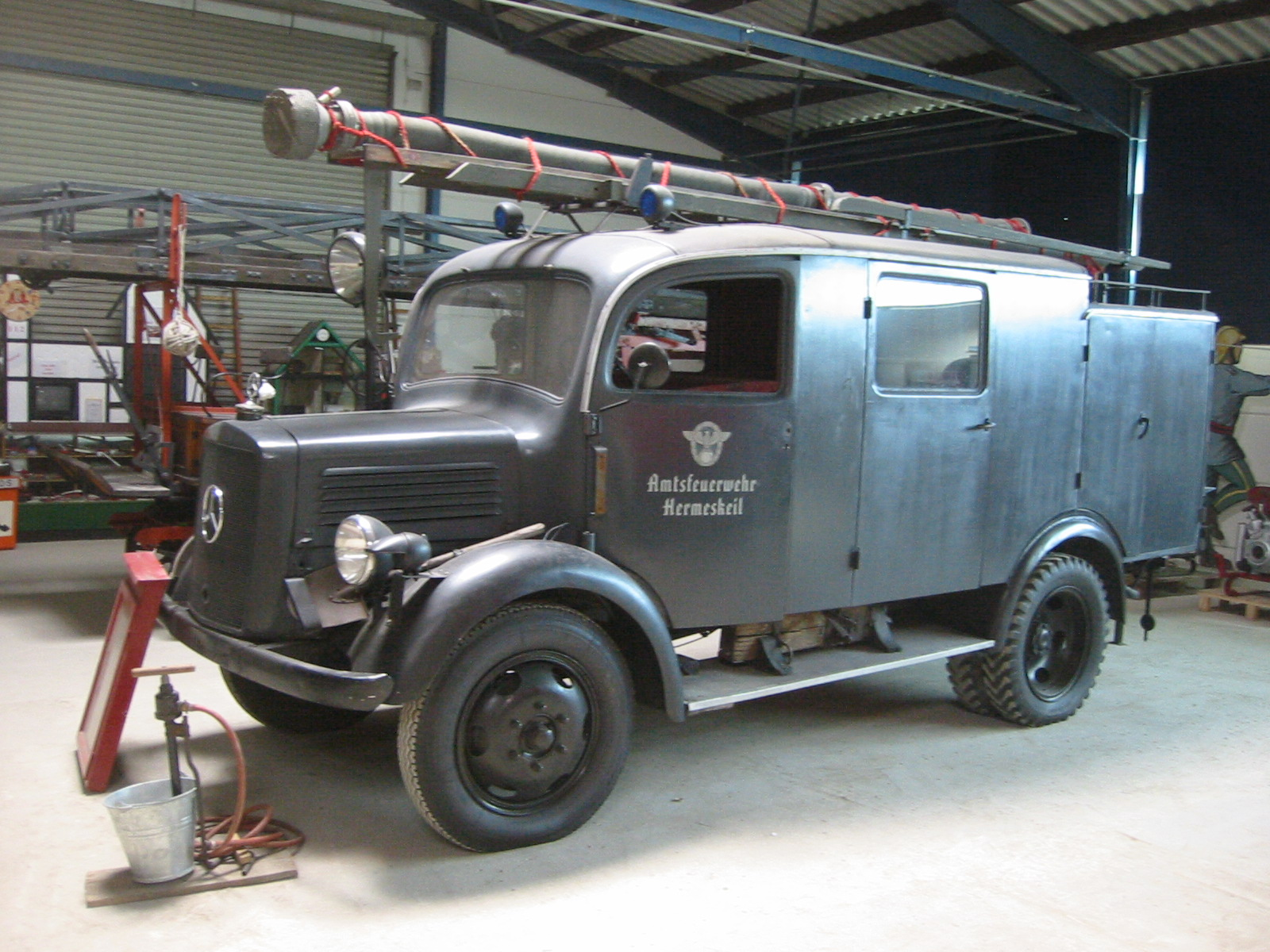
Leichtes Löschgruppenfahrzeug LLG in luftwaffengrau, Baujahr 1943 Rheinland-Pfälzisches Feuerwehrmuseum Hermeskeil

Die Entwicklung der Löschgruppenfahrzeuge begann am 16. Februar 1940 mit dem Erlassen der Bauvorschriften für das Leichte Löschgruppenfahrzeug (LLG), das Schwere Löschgruppenfahrzeug (SLG) und das Große Löschgruppenfahrzeug (GLG):
| Fahrzeugtyp                   | Kürzel | Leistung der Pumpe                            | Wassertankvolumen | Bezeichnung ab 1943             |
| ----------------------------- | ------ | --------------------------------------------- | ----------------- | ------------------------------- |
| Leichtes Löschgruppenfahrzeug | LLG    | keine Pumpe                                   | kein Tank         | Löschgruppenfahrzeug 8 (LF 8)   |
| Schweres Löschgruppenfahrzeug | SLG    | 1500 Liter pro Minute bei 80 Meter Förderhöhe | 400 Liter         | Löschgruppenfahrzeug 15 (LF 15) |
| Großes Löschgruppenfahrzeug   | GLG    | 2500 Liter pro Minute bei 80 Meter Förderhöhe | 1500 Liter        | Löschgruppenfahrzeug 25 (LF 25) |

### Löschgruppenfahrzeuge in der frühen Nachkriegszeit
Nach dem Zweiten Weltkrieg entwickelten sich aus dem vom Deutschen Reich typisierten LF 8 folgende Varianten, die der zuständige Normausschuss festlegte:
- LF-TS 8: Als Löschfahrzeug mit Gruppenbesatzung und eingeschobener Tragkraftspritze TS 8 besaß dieses Fahrzeug keine festverbaute Feuerlöschkreiselpumpe.[18]
- LF-TSA 8: Das Löschfahrzeug mit Gruppenbesatzung mit Tragkraftspritzenanhänger besitzt keine auf dem Zugfahrzeug verlastete Pumpe und entspricht am ehesten dem LLG-Konzept.[18]
- LF 8-TS 8 bedeutete ein Löschfahrzeug mit Gruppenbesatzung und eingebauter Pumpe sowie eingeschobener Tragkraftspritze.[18]
- LF 8-TSA 8 stand für ein Löschfahrzeug mit Gruppenbesatzung und eingebauter Pumpe sowie mit Tragkraftspritzenanhänger.[18]

In der nachfolgenden Norm DIN 14 530 (Hefte 1 und 2) von 1955 waren nur noch folgende Typen vorgesehen:
- LF 8-TSA war ein Löschgruppenfahrzeug mit Vorbaupumpe und Tragkraftspritzenanhänger.[18]
- LF 8-TS war ein Löschfahrzeug mit Vorbaupumpe und eingeschobener Tragkraftspritze.[18] Es entwickelte sich aus dem LF 8-TS 8 und kann als der Vorgänger der späteren LF 8 nach der 1969 erschienenen DIN-Norm betrachtet werden.[18]

Die Feuerlöschpumpen hatten namensgebenderweise ein Fördervolumen von 800 Litern pro Minute. Erst mit der Normierung im Jahr 1969 wurde das LF 8 im obigen Sinne festgelegt.
Aus dem LF 15 entwickelte sich später das LF 16.

## Philatelistisches
Mit dem Erstausgabetag 6. August 2020 gab die Deutsche Post AG ein Sonderpostwertzeichen in der Serie Für die Jugend als Zuschlagmarke im Nennwert von 95+45 Eurocent heraus. Der Entwurf stammt vom Grafiker Thomas Meyer aus Berlin und zeigt ein Fahrzeug vom Typ LF 16.